# Macrocyclis
Die Gattung Macrocyclis ist die einzige Gattung der Schnecken-Familie Macrocyclidae aus der Unterordnung der Landlungenschnecken (Stylommatophora). Sie enthält zwei Arten, die in Südamerika (Chile und Argentinien) beheimatet sind.

## Merkmale
Die Gehäuse sind relativ groß und messen bis etwa 110 mm. Die Gehäuseform ist abgeflacht mit bis zu fünf Windungen. Die letzte Mündung fällt stark aus der Spiralachse der übrigen Windungen ab. Die Farbe reicht von grünlich über gelblich zu gelbbraun. Die Embryonalwindungen sind glatt, die späteren Windungen fein radidalgestreift. Die schiefe Mündung ist oval mit schwach umgebogenen unteren Mündungsrand. Der Umbilikus ist offen. Im zwittrigen Genitalapparat setzt der Penisretraktor im unteren Teil des Penis an. Der Samenleiter (Vas deferens), der im oberen Teil des Penis inseriert, ist mit der Vagina verbunden. Die Vagina ist verhältnismäßig lang, dagegen ist der freie Ovidukt sehr kurz. Der Stiel der Spermathek ist subzylindrisch, erreicht nicht die Albumindrüse.

## Vorkommen, Lebensweise und Verbreitung
Die Arten der Gattung kommen nur in Chile und Argentinien (Prov. Neuquén) vor. Sie leben dort in feuchten Wäldern in den Anden.

## Systematik
Die Familie Macrocyclidae ist monotypisch und enthält nur die Gattung Macrocyclis mit einer oder zwei Arten. Schileyko (1999) erwähnt nur „1 Art mit ein paar Formen“ aus Chile (Maule bis Chiloe). Die Website Zipcode.com listed dagegen drei Arten auf. Die dort aufgeführte Macrocyclis concava (Say, 1821) wird heute der Gattung Circinaria zugerechnet. Dagegen erscheint  Macrocyclis laxata (Férussac, 1820) auch noch in einer Arbeit von 2004. Es ist denkbar, dass die beiden Namen Synonyme sind. Die in Schileyko (1999) angegebene Verbreitung ist dagegen unvollständig.
- Macrocyclidae Thile, 1926
  - Macrocyclis Beck, 1837
    - Macrocyclis peruviana (Lamarck, 1802)
    - Macrocyclis laxata (Férussac, 1820)